# Lago Manchar
El lago Manchar es un lago artificial de Pakistán, en el río Indo, en la provincia de Sindh, en el distrito de Jamshoro. El lago está formado por la presa y embalse de Surruk, construida en 1932 para evitar las inundaciones y para el regadío. Recibe las aguas de una serie de pequeñas corrientes de las montañas de Kirthar y desagua en el río Indo. Tiene una superficie que oscila entre 250 y 500 km², dependiendo del año y las precipitaciones. No obstante, es el lago de agua dulce más grande de Pakistán y uno de los mayores de Asia.

## Historia
EL lago Manchar fue creado en los años 1930 cuando se construyó el embalse de Sukkur en el río Indo. El lago es alimentado por dos canales, el Aral y el Danister desde el río Indo. Hasta hace poco, el lago mantenía a miles de pescadores, pero recientemente, la progresiva contaminación de las aguas ha matado a todos los peces. La disminución de las lluvias en las montañas Kirthar ha contribuido a su degradación.
El lago, poblado por la etnia mohano, o mohana, aunque ellos prefieren ser denominados Mir Bahar (Señor del Mar), es una etapa en la migración de las aves que van a Siberia y vuelven, aunque ahora se ha convertido en un lago salado poblado de carrizos, con una profundidad máxima de 5 m.

## Degradación ambiental
El lago sustenta a miles de pescadores, que dependen de los peces de agua dulce del lago. Desde la construcción del drenaje principal del valle de Nara en 1921, el lago ha sufrido una degradación ambiental con la entrada de aguas residuales. En consecuencia, la calidad del agua del lago se ha degradado.
El lago también proporcionó grandes volúmenes de agua para riego, pero esto también se ha reducido y ha resultado en una gran reducción del área regada por el lago. Se está construyendo el desagüe del emisario de la orilla derecha para salvar el lago de la contaminación. La construcción de la represa Nai Gaj aguas arriba del lago dará como resultado que se descargue agua dulce en el lago durante todo el año, en lugar de estacionalmente, lo que debería mejorar las aguas del lago.